# Vox (lloc web)
Vox (del llatí «vox» "veu") és un lloc web estatunidenc de notícies i opinió, propietat de Vox Media. Va ser fundat l'abril de 2014 per Ezra Klein, Matt Yglesias i Melissa Bell, i destaca pel seu concepte de periodisme explicatiu. La presència mediàtica de Vox també inclou un canal de YouTube, diversos podcasts i un programa presentat a Netflix. Vox ha estat descrit com a esquerra del centre i progressista.
Segons els editors fundadors de Vox, el lloc web pretén explicar les notícies proporcionant informació contextual addicional que no es troba habitualment a les fonts de notícies tradicionals. Per reutilitzar el treball dels autors abans del rellançament el 2014, Vox crea "piles de targetes" de color groc canari brillant que proporcionen context i defineixen termes dins d'un article. Les targetes es mantenen perpètuament com una forma de "pàgina wiki escrita per una persona amb una mica d'actitud". A tall d'exemple, una targeta sobre el terme "intercanvi d'assegurances" es pot reutilitzar en històries sobre l'Obamacare.
Utilitza el sistema de gestió de continguts Chorus de Vox Media, que permet als periodistes crear fàcilment articles amb efectes visuals complexos i transicions, com ara fotos que canvien a mesura que el lector es desplaça cap avall a la pantalla. El públic objectiu de les propietats de Vox Media són les llars amb formació acadèmica, ingressos de sis xifres i un cap de casa de menor de 35 anys.
Vox's Future Perfect, un projecte d'informes que examina el món a través de la filantropia i l'altruisme eficaç, està finançat per la Fundació Rockefeller.
Vox va rebre 8,2 milions de visitants únics el juliol de 2014; a l'octubre de 2021, es va estimar que el nombre de lectors era de 19,7 milions de visitants.